# Suzanne Grinberg

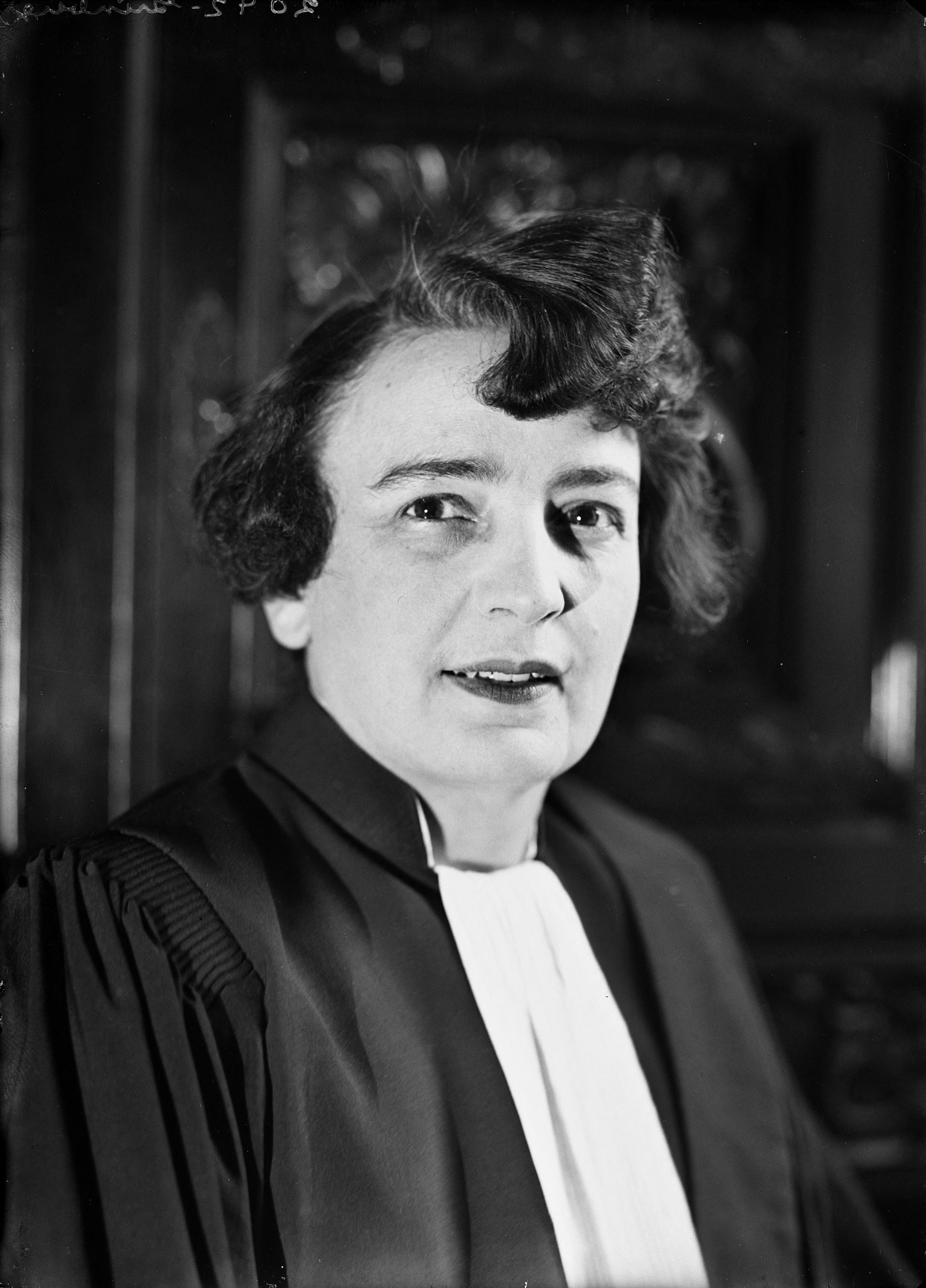
Imagem de Suzanne Grunberg.

Suzanne Grinberg (1899-1972) foi uma advogada francesa pioneira, feminista e pacifista. Ela foi uma das mulheres que participaram na Conferência de Mulheres Inter-Aliadas, lançada em Paris em fevereiro de 1919. Em 1920 foi vice-presidente da Association du Jeune Barreau e secretária do comité central da União Francesa pelo Sufrágio Feminino. Os seus contemporâneos no comité incluem Pauline Rebour e Marcelle Kraemer-Bach. Num dos seus argumentos a favor do sufrágio feminino, ela argumentou que, na França, as mulheres eram forçadas a escolher entre o amor pelas suas pátrias e o amor pelos seus maridos. Mais tarde, ela publicou um relato do movimento sufragista francês (1926), bem como dois trabalhos sobre os direitos das mulheres (1935 e 1936).
Os trabalhos de Grinberg incluíam a sua campanha por um estatuto legal favorável para as mulheres na Argélia e que sua a reivindicação dos direitos das mulheres dependia do reconhecimento legal da sua igualdade liberal.